# 大腺毛草
大腺毛草（學名：Byblis gigantea）為腺毛草科家族的多年生食肉植物。本種為澳洲所特有。降雨期生長乾季時期，乾季期以枯萎狀的殘存莖幹度夏。目前判定是極危物種。

## 外部連結
- （中文） 可愛的小苗 - 塔內植物園[永久] 大腺毛草與沾露腺毛草的幼苗
- （英文） Byblis gigantea Lindl.（页面存档备份，存于） 西澳花卉資料庫的絲葉腺毛草分佈
- （英文） The Carnivorous Plant FAQ: Byblis: the rainbow plants（页面存档备份，存于） 腺毛草：彩虹植物（食肉植物的問與答）